# 諾克斯 (緬因州)
諾克斯（英語：Knox）是一個位於美國緬因州瓦多縣的鎮。

## 人口
根據2020年美國人口普查的數據，諾克斯的面積為75.55平方千米，當中陸地面積為75.03平方千米，而水域面積為0.52平方千米。當地共有人口811人，而人口密度為每平方千米11人。